# Guillaume de Rupierre
Guillaume Ier de Rupierre est un évêque de Lisieux (1193-1201).

## Biographie
Guillaume Rupierre est un prélat issu d'une famille ancienne et illustre normande. Il est le quatrième fils de Roger, seigneur de Rupierre, Canapville, Grandval... Il a trois frères connus, tous chevaliers : l'aîné Raoul et le second Hugues, morts aux croisades et le troisième Nicolas.
Il succède à Raoul de Varneville, mort en 1191, sur l'évêché de Lisieux. Il est, suivant la chronique de Rouen, envoyé, en 1197, par le roi Richard, à Rome, pour défendre les droits du roi concernant les Andelys face à Gautier de Coutances, archevêque de Rouen. Il est témoin avec d'autres prélats de l'échange opéré entre les deux.
À la fin du XIIe siècle, l'évêque dispose du pouvoir temporel sur Lisieux tandis qu'un vicomte y représente le pouvoir du duc-roi. En 1199, Jean sans Terre règle dans un acte le conflit qui oppose Guillaume à Robert le Vicomte ainsi qu'avec lui. Il y reconnait le pouvoir temporel de l'évêque sur la ville et la banlieue de Lisieux, sauf les « plaids de l'épée ».
Il fait construire de son vivant deux enfeus dans l'épaisseur du mur du transept nord, et se réserve celui tourné vers le chœur. Il fonde un obiit pour lui et son père. À sa mort, un gisant a été installé dans l'enfeu, aujourd'hui disparu mais décrit par Peiresc, et la paroi de l'enfeu accueille une scène du Jugement dernier qui s'achève avec une apothéose de l'âme élue et bénie. Les bas-reliefs et les parois de l'enfeu étaient autrefois peints en rouge, jaune et bleu.

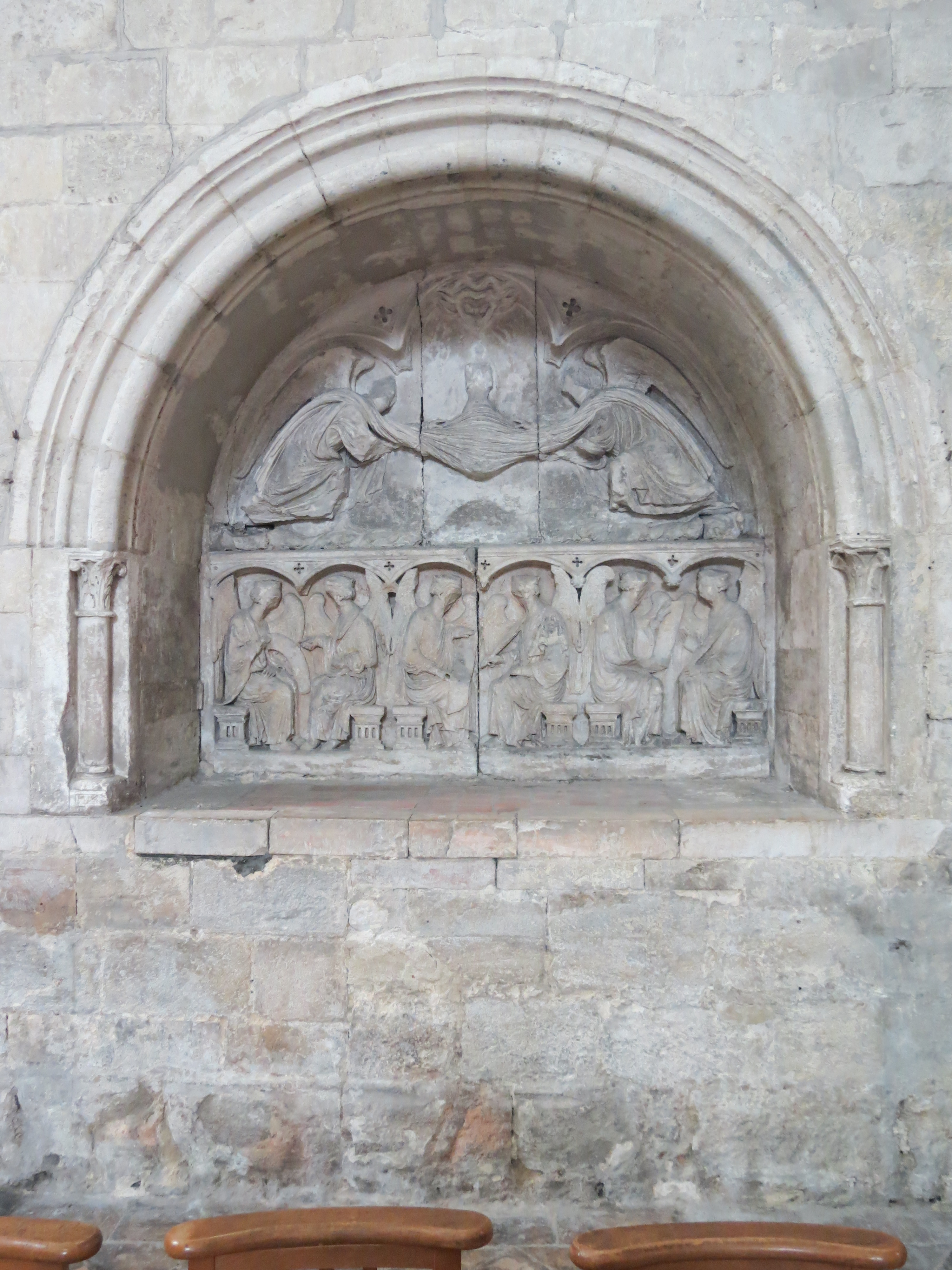
Enfeu de Guillaume Ier de Rupierre, dans le transept nord.
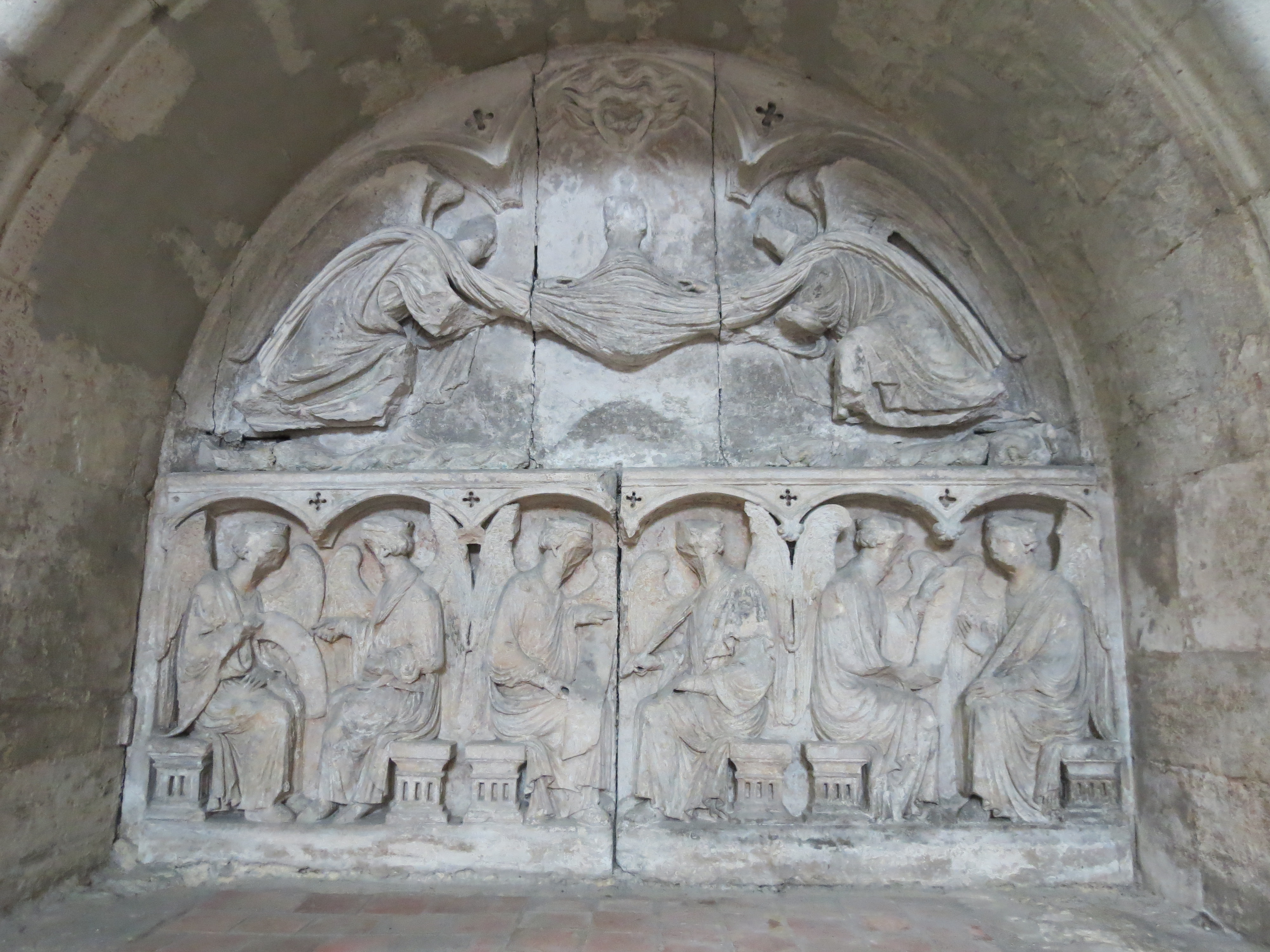
Détail de l'enfeu avec la scène du Jugement dernier.